# C. H. Robinson
C.H. Robinson Worldwide, Inc. (NASDAQ: CHRW

) er en amerikansk transport- og logistikkoncern med hovedkvarter i Eden Prairie, Minnesota. Deres services inkluderer 3. parts logistik, transport med lastbil, skib og fly, lager, befragtning og styring. De har ca. 15.000 ansatte og 300 kontorer.